# 上の原 (東久留米市)
上の原（うえのはら）は、東京都東久留米市の町域。

現行行政地名は　上の原一丁目から上の原二丁目。

郵便番号は203-0001。

## 地理
東久留米市の北部。
街区北側及び東側境界が東京都埼玉県県境。
東から時計回りに、新座市石神、東久留米市神宝町、東久留米市金山町、新座市西堀、に隣接する。

### 河川
なし

## 小・中学校の学区
市立小・中学校に通う場合、学区は以下の通りとなる。

2025年4月現在
| 丁目   | 番地          | 小学校     | 変更承認区域 |
| ------ | ------------- | ---------- | ------------ |
| 一丁目 | 全域          | 第六小学校 |              |
| 二丁目 | 1～4番 6〜7番 | 第六小学校 |              |
| 二丁目 | 5番           | 第六小学校 | 神宝小学校   |

| 丁目   | 番地          | 中学校   | 変更承認区域 |
| ------ | ------------- | -------- | ------------ |
| 一丁目 | 全域          | 東中学校 |              |
| 二丁目 | 1～4番 6〜7番 | 東中学校 |              |
| 二丁目 | 5番           | 東中学校 |              |

## 交通

### 鉄道
| バス移動で利用可能な駅         |
| ------------------------------ |
| 西武池袋線 - 東久留米駅(SI 14) |

### バス
西武バス 新座営業所 

…が周辺の路線を運行している。

### 道路
- 上の原通り
- 上の原かたらい通り

## 施設

### 上の原一丁目
- グリーンヒルズ東久留米

### 上の原二丁目
- 東久留米市立東中学校
- 上の原東公園